# Mistrzostwa Polski juniorów młodszych par mieszanych w curlingu
Mistrzostwa Polski juniorów  młodszych par mieszanych w curlingu – zawody curlingowe, wyłaniające najlepszą parę mieszaną składającą się z zawodników od 15 do 18 lat. Rozgrywane są od 2016 roku, a od 2018 w ramach Ogólnopolskiej Olimpiady Młodzieży.

## Wyniki
| Rok  | Miasto        | Liczba drużyn | Złoto                                                      | Srebro                                             | Brąz                                                 |
| ---- | ------------- | ------------- | ---------------------------------------------------------- | -------------------------------------------------- | ---------------------------------------------------- |
| 2016 | Warszawa      | 14            | mazowieckie Daria Chmarra, Michał Janowski                 | śląskie Anna Jabłońska, Dawid Kowalczyk            | mazowieckie Karolina Mandes, Rafał Rek               |
| 2017 | Warszawa      | 12            | łódzkie Martyna Barton, Maksym Grzelka                     | śląskie Marlena Dziewirz, Bartosz Porwisz          | pomorskie Zuzanna Piotrowicz, Kajetan Szymula        |
| 2018 | Krynica-Zdrój | 8             | łódzkie Julia Dyderska, Kacper Dyderski                    | pomorskie / łódzkie Kalina Ejsmont, Maksym Grzelka | łódzkie / śląskie Karolina Skurnica, Dominik Szmidt  |
| 2019 | Krynica-Zdrój | 8             | pomorskie / mazowieckie Victoria Sitkiewicz, Maks Szewczyk | łódzkie Martyna Szymanowska, Jakub Bartczak        | łódzkie / śląskie Karolina Skurnica, Mikołaj Magiera |
| 2020 | Gliwice       | 8             | śląskie Monika Wosińska, Mateusz Grymel                    | śląskie Paulina Frysz, Bartosz Porwisz             | pomorskie Jagoda Ejsmont, Mateusz Chojnowski         |